# Thyridosmylus
Thyridosmylus is een geslacht van insecten uit de familie van de watergaasvliegen (Osmylidae), die tot de orde netvleugeligen (Neuroptera) behoort.

## Soorten
- T. fuscus C.-k. Yang, 1999
- T. laetus C.-k. Yang et al in Huang et al., 1988
- T. langii (McLachlan, 1870)
- T. maolanus C.-k. Yang, 1993
- T. marmoratus Fraser, 1955
- T. medoganus C.-k. Yang et al in Huang et al., 1988
- T. minoroides C.-k. Yang, 1987
- T. pallidius C.-k. Yang, 2002
- T. perspicillaris (Gerstäcker, 1885)
- T. pulchrus C.-k. Yang et al in Huang et al., 1988
- T. punctulatus (Navás, 1933)
- T. pustulatus Kimmins, 1942
- T. qianus C.-k. Yang, 1993
- T. similaminor C.-k. Yang, 1992
- T. trifasciatus C.-k. Yang, 1993
- T. triypsiloneurus C.-k. Yang et al., 1995
- T. vulgatus C.-k. Yang, 1999